# Championnats du monde de pentathlon moderne 1971
Navigation
Édition précédente Édition suivante
Les championnats du monde de pentathlon moderne 1971, dix-huitième édition des championnats du monde de pentathlon moderne, ont eu lieu en 1971 à San Antonio, aux États-Unis.